# ID - Invaded
ID: INVADED (яп. イド：インヴェイデッド Идо: Инвейдеддо, ID: Вторжение) — Оригинальный японский аниме-сериал от студии NAZ, режиссёр Аоки Эй  и сценарист Отаро Майдзё. Премьера сериала запланирована на 5 января 2020 года. Адаптация манги Юки Кодамы начала выпускаться 4 октября 2019 года.

## Сюжет
Команда использует специальное оборудование, которое позволяет увидеть подсознание серийных убийц или "Оно"
Главный герой бывший полицейский Акихито, а ныне пожизненно заключённый за убийство Дуэлянта и доведения до самоубийства ещё пятерых заключённых.
При погружении Акихито полностью стирается память и единственное, что он помнит каждый раз видя девочку по имени Каэру - это свое имя Сакайдо и то, что он детектив.

## Персонажи
Сакайдо (яп. 酒井戸 Сакаидо) / Акихито Нарихисаго (яп. 鳴瓢 秋人 Нарихисаго Акихито)
Главный герой. Бывший полицейский и серийный убийца. Пилот - "колодца" . Используется в качестве проводника для поиска зацепок в подсознании серийных убийц. Однако каждый раз при погружении теряет память.
Сэйю:
Момоки (яп. 百貴 Момоки)
Сэйю:
Хонодомати (яп. 本堂町 Хонодомати)
Сэйю:
Того (яп. 東郷 Того)
Сэйю:
Хаясэура (яп. 早瀬浦 Хаясэура)
Сэйю:
Сиратакэ (яп. 白岳 Сиратакэ)
Сэйю:
Хабутаэ (яп. 羽二重 Хабутаэ)
Сэйю:
Вакасика (яп. 若鹿 Вакасика)
Сэйю:
Кокуфу (яп. 国府 Кокуфу)
Сэйю:
Нисимура (яп. 西村 Нисимура)
Сэйю:
Мацуока (яп. 松岡 Мацуока)
Сэйю:
Фукуда (яп. 富久田 Фукуда)
Сэйю:

## Медиа

### Манга
Адаптация манги Отаро Майдзё с иллюстрациями Юки Кодамы, была объявлена 4 сентября 2019 года. Манга начала издаваться 4 октября 2019 года в журнале Young Ace, от издательства Kadokawa Shoten.

### Аниме
4 июля 2019 года Kadokawa анонсировала новый оригинальный аниме-сериал, производством займётся студия NAZ, под контролем режиссёра Эй Аоки, по сценарию Отаро Майдзё. За дизайн персонажей отвечает Ацуси Икария, а за музыкальные партии отвечает U/S. Премьера сериала состоялась 5 января 2020 года на Tokyo MX, BS11, TVA, KBS и SUN, а первый эпизод был показан как одночасовой выпуск.  Предварительный показ первых двух эпизодов состоялся - 15 декабря 2019.
- Открывающей темой аниме стал Sou с песней "Mister Fixer" (ミスターフィクサー)
- Закрывающей темой аниме стал MIYAVI с песней "Other Side"

## Примечание
1. ↑  AnimeLab [AnimeLab]. Christmas has come early for AnimeLab! 🎉 For an exclusive 24 hours only, the first two episodes of ID: INVADED, will be available to watch ahead of its January 2020 premiere! 🔍 Watch it all day Monday! 🔪. [твит]. Твиттер (13 декабря 2019). Дата обращения: 18 декабря 2019.
2. ↑  ID: INVADED Anime Reveals 1st Trailer, Main Cast, Staff. Anime News Network (13 августа 2019). Дата обращения: 13 августа 2019. Архивировано 11 марта 2021 года.
3. 1 2 3 4 5 6 7 8 9 10  ID: INVADED Anime Project Reveals TV Format, More Cast. Anime News Network (13 сентября 2019). Дата обращения: 13 сентября 2019. Архивировано 26 мая 2021 года.
4. ↑  ID: INVADED TV Anime's 2nd Trailer Reveals January Debut. Anime News Network (1 ноября 2019). Дата обращения: 1 ноября 2019. Архивировано 5 января 2020 года.
5. ↑  Funimation [FUNimation]. Don't miss the epic premiere of ID: INVADED, the latest series from the director of Fate/Zero! Catch the first two episodes subbed during an exclusive 24-hour window before the show launches in January. 🔹 More info: funi.to/2Ecf1JL. [твит]. Твиттер (13 декабря 2019). Дата обращения: 18 декабря 2019.
6. ↑  Wakanim [Wakanim]. 📣 ID: INVADED en avant-première ! Les épisodes 1 & 2 de ID: INVADED seront disponibles pour les abonnés VIP sur Wakanim de dimanche 16h à lundi 16h. www.wakanim.tv/fr/v2/catalogue/show/587/id-invaded Ne manquez pas cette occasion avec l'offre gratuite 14 jours VIP ! www.wakanim.tv/fr/v2/account/svodinfo #idinvaded. [твит] (фр.). Твиттер (13 декабря 2019). Дата обращения: 18 декабря 2019.
7. ↑  Ei Aoki, Otaro Maijo Work on ID: INVADED Original Anime Project. Anime News Network (4 июля 2019). Дата обращения: 4 июля 2019. Архивировано 26 мая 2021 года.
8. ↑  ID: INVADED Virtual World Suspense Anime Reveals Song Artists, 1-Hour January 5 Debut. Anime News Network (8 декабря 2019). Дата обращения: 8 декабря 2019. Архивировано 26 мая 2021 года.
9. ↑  ID: INVADED TV Anime Reveals Ending Song Artist MIYAVI, Key Visual. Anime News Network (2 октября 2019). Дата обращения: 2 октября 2019. Архивировано 26 января 2021 года.
10. ↑  Sou Performs ID: INVADED TV Anime's Opening Song. Anime News Network (19 сентября 2019). Дата обращения: 19 сентября 2019. Архивировано 26 мая 2021 года.